# 裁量棄却
裁量棄却（さいりょうききゃく）とは、一定の場合に、裁判所の裁量により請求を棄却することができる制度である。

## 離婚の訴え
民法では、裁判離婚の原因が770条1項に列挙されており、ここに掲げられた事由がある場合に限り、離婚の訴えを提起することができる。ただし、1号から4号に掲げられた事由（相対的離婚原因）がある場合であっても、必ずしも離婚請求が認められるわけではなく、「一切の事由を考慮して婚姻の継続を相当と認めるとき」は、裁判所は請求を棄却することができるとされる（民法770条2項）。

## 株主総会決議取消しの訴え
株主総会の招集手続又は決議の方法が、法令又は定款に違反する場合、株主総会決議の取消事由となり、株主等は、訴えをもって当該決議の取消しを請求することができる（会社法831条1項1号）。しかし、これらの違反は手続上の問題であり、実際には決議にほとんど影響を及ぼさない場合もある。そこで、これらの違反がある場合であっても、「その違反する事実が重大でなく、かつ、決議に影響を及ぼさないものであると認めるとき」は、裁判所は請求を棄却することができるとされる（同条2項）。